# Christes
Christes település Németországban, azon belül Türingiában. Lakosainak száma 528 fő (2023. december 31.). Christes Schmalkalden és Steinbach-Hallenberg községekkel határos.

## Népesség
A település népességének változása:
| Lakosok száma | 565  | 552  | 545  | 540  | 528  |
|               | 2017 | 2019 | 2021 | 2022 | 2023 |